# Alive (cântec de Sia)
„Alive” este un cântec al interpretei australiane Sia Furler. El a fost inclus în cel de-al șaptelea material discografic de studio al solistei, This Is Acting, lansat în 24 septembrie 2015 de către casele de discuri Interia, Monkey Puzzle și RCA Records. Compoziția a fost lansată ca primul extras pe single al albumului la nivel global.
Cântecul a fost compus de căre Sia, Adele și Tobias Jesso Jr. și produs de Jesse Shatkin. „Alive” este un cântec electropop și soul de 4 minute și 23 de secunde. Cântecul este cea de-a două piesă de pe material care urmează după „Bird Set Free”.

## General
În septembrie 2015, Sia a confirmat că single-ul principal de pe This Is Acting, „Alive”, va fi lansat mai târziu în acea lună și că a fost scris inițial pentru Adele. Ea a descris că piesa „a fost despre viața lui Adele” și „scrisă în prospectiva lui Adele”. Ea a explicat mai departe pentru Ryan Seacrest că piesa a fost scrisă într-o sesiune de scriere cu Adele pentru cel de-al treilea său album de studio, 25, dar a fost respins în ultimul moment. Rihanna de asemenea a respins piesa.
„Alive” este scris în cheia F# minor cu un tempo de 100 de bătăi pe minut. Cântecul urmează o progresie de coardă de F#m–C#m–D–#m–C#m–D–Bsus2, și vocea Siei acoperă de la F#3 to E5.

## Lansare
Pe data de 22 septembrie 2015, Sia a postat un tweet pe Twitter care sugerează că single-ul va fi lansat pe data de 25 septembrie. O previzualizare de 25 de secunde a fost încărcată pe canalul Siei de VEVO pe 23 septembrie, iar data de lansare a fost modificată cu o zi mai devreme, pe 24 septembrie. Sia a actualizat în continuare pe contul său de Twitter că va lansa piesa în dimineața zilei de 24 septembrie. Single-ul a avut premiera pe Snapchat la aproximativ 7 dimineața și a fost lansat la scurt timp după pe alte servicii.

## Interpretări live
Pe 7 noiembrie 2015, Sia a interpretat la Saturday Night Live; episodul a fost găzduit de Donald Trump. A interpretat „Alive” și „Bird Set Free”. Pe data de 1 decembrie 2015, Sia a interpretat „Alive” la The Ellen DeGeneres Show și The Voice. Pe data de 6 decembrie 2015, Sia a interpretat „Alive” la X Factor UK. Apoi din nou în 11 decembrie 2015, în timpul lui The Graham Norton Show, unde a fost dezvăluit faptul că Sia a considerat să poarte o mască de protezare în loc de o perucă.

## Ordinea pieselor pe disc
| Nr.                                | Titlul        | Durată |
| ---------------------------------- | ------------- | ------ |
| Descărcare digitală                |               |        |
| 01.                                | „Alive” [A]   | 4:23   |
| EP — 1 distribuit în întreaga lume |               |        |
| 01.                                | „Alive” [B]   | 4:58   |
| 02.                                | „Alive” [C]   | 5:07   |
| 03.                                | „Alive” [D]   | 3:16   |
| 04.                                | „Alive” [E]   | 3:50   |
| 05.                                | „Alive” [F]   | 4:18   |
| Alte versiuni al cântecului        |               |        |
| —                                  | „Alive” [G]   | 6:21   |
| —                                  | „Alive” [H]   | 4:17   |
| —                                  | „Alive” [III] | 3:14   |

Specificații
- A ^ Versiunea de pe albumul de proveniență, This Is Acting.
- B ^ Remix „Plastic Plates Remix”.
- C ^ Remix „Maya Jane Coles Remix”.
- D ^ Remix „AFSHeeN Remix”.
- E ^ Remix „Boehm Remix”.
- F ^ Remix „Cahill Remix”.
- G ^ Remix „Cahill Club Mix”.
- H ^ Remix „Cahill Club Edit”.
- III ^ Remix „Cahill Radio Edit”.

## Videoclip
Videoclipul cântecului a fost regizat de către Sia și Daniel Askill, acesta a fost lansat la data de 5 noiembrie 2015. În care joacă copilul de carate vedetă Mahiro Takano. Videoclipul a fost filmat în Japonia.
Un videoclip cu versuri a fost încarcat pe data de 20 octombrie 2015 pe canalul de Vevo al Siei. Videoclipul prezintă un cadru alb-negru, figuri feminine cu fața întunecată și cu părul vopsit jumătate blond, jumătate brunet, iar apoi versurile melodiei sunt scrise pe pereți.

## Clasamente
Pe Billboard Hot 100, cântecul a debutat la numărul 56 și a vândut 54,000 de copii în prima sa săptămână. În Australia, cântecul a debutat la numărul zece și a primit certificat de aur din partea lui Australian Recording Industry Association.
| Clasament (2015)                                    | Poziție maximă |
| --------------------------------------------------- | -------------- |
| Australia (ARIA)                                    | 10             |
| Austria (Ö3)                                        | 39             |
| Belgia (Ultratip Wallonia)                          | 2              |
| Belgia (Ultratop Flanders)                          | 49             |
| Croația (Airplay)                                   | 5              |
| Canada (Canada Hot AC Billboard)                    | 40             |
| Canada (Canadian Hot)                               | 28             |
| Canada (CHZ Billboard)                              | 36             |
| Republica Cehă (Singles Digitál)                    | 43             |
| Elveția (Schweizer Hitparade)                       | 30             |
| Finlanda (Suomen virallinen lista)                  | 5              |
| Franța (SNEP)                                       | 17             |
| Irlanda (IRMA)                                      | 44             |
| Italia (FIMI)                                       | 58             |
| Noua Zeelandă (Recorded Music NZ)                   | 29             |
| Polonia (Airplay)                                   | 57             |
| Regatul Unit (OCC)                                  | 30             |
| Scoția (OCC)                                        | 14             |
| Slovacia (Rádio Top 100)                            | 82             |
| Slovacia (Singles Digitál)                          | 31             |
| Spania (PROMUSICAE)                                 | 21             |
| Statele Unite ale Americii (Adult Top 40 Billboard) | 38             |
| Statele Unite ale Americii (Billboard Hot)          | 56             |
| Suedia (Sverigetopplistan)                          | 69             |

## Certificări
| \| Țara \| Vânzări/ puncte \| Certificare \| Referințe \| \| --------- \| --------------- \| ----------- \| --------- \| \| Australia \| +70.000 \| \| [44] \| | Note - reprezintă „disc de platină”; |             |           |
| Țara | Vânzări/ puncte                      | Certificare | Referințe |
| Australia | +70.000                              |             | [ 44 ]    |